# Xenophrys boettgeri
Xenophrys boettgeri är en groddjursart som först beskrevs av George Albert Boulenger 1899.  Xenophrys boettgeri ingår i släktet Xenophrys och familjen Megophryidae. IUCN kategoriserar arten globalt som livskraftig. Inga underarter finns listade i Catalogue of Life.